# Jean-Louis Fousseret
Pour les articles homonymes, voir Fousseret et JLF.
Jean-Louis Fousseret, né le 23 décembre 1946 à Besançon, est un homme politique français, maire de Besançon et président de Grand Besançon Métropole de 2001 à 2020.
Membre du Parti socialiste puis de La République en marche, il est élu maire de Besançon, préfecture du Doubs, siège de la région Bourgogne-Franche-Comté, et président de Grand Besançon Métropole en 2001 jusqu'à 2020. Il a aussi été élu député du Doubs en 1997 jusqu'en 2002.

## Biographie

### Famille
Jean-Louis Fousseret est le fils d'un des initiateurs de la commune libre de Saint-Ferjeux, un quartier de Besançon. Il est le frère d'Alain Fousseret, membre des Verts, puis d'Europe Écologie Les Verts, et vice-président du conseil régional de Franche-Comté.

### Carrière professionnelle
Technicien en micromécanique, il est diplômé de l'école nationale d’horlogerie de Besançon et a travaillé pendant 30 ans (1967-1997) comme réparateur-vendeur de machines à café et caisses enregistreuses, chargé de la maintenance de systèmes électroniques dans une société multinationale.

### Carrière politique

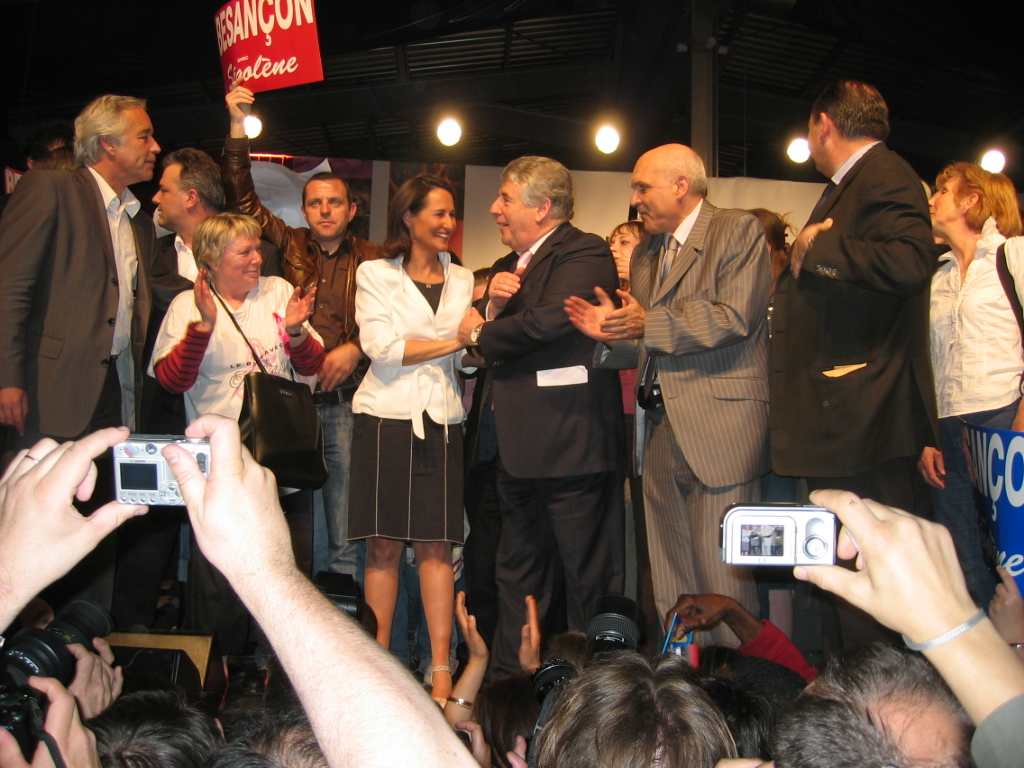
Jean-Louis Fousseret avec Ségolène Royal, lors d'un meeting à Besançon pour l'élection présidentielle de 2007 (à gauche).

Membre pendant longtemps du Parti socialiste, il sera successivement proche de Laurent Fabius, puis d'Arnaud Montebourg, puis de Bertrand Delanoë, puis de Dominique Strauss-Kahn et enfin de François Hollande. Depuis l'automne 2017, il a rejoint le parti La République en Marche.
Il commence sa carrière politique en entrant au conseil municipal de Besançon, en 1983, en tant qu'adjoint à la vie des quartiers et la vie associative, puis, à partir de 1989, chargé du tourisme et de la vie associative, et enfin, de 1995 à 1997, de l'action sociale. En 1988, il est élu au conseil général du Doubs pour le canton de Besançon-Planoise et réélu en 1994.
Conseiller municipal délégué en 1997, il est élu, le 1er juin 1997, député du Doubs, siégeant à l'Assemblée nationale au sein des commissions de la production et des échanges, des affaires culturelles, familiales et sociales, et de la commission d'enquête sur le régime étudiant de sécurité en 1999.
Il prend la tête de la liste de gauche aux municipales de 2001, laissée par Robert Schwint, remporte les élections et est élu maire de Besançon le 25 mars 2001 et président de Grand Besançon Métropole, abandonnant son mandat départemental. Fervent défenseur des microtechniques franc-comtoises dans le monde industriel, il met l'amélioration de l'image de sa ville parmi les priorités de son mandat. Souhaitant, en 2003, inscrire au patrimoine mondial de l'UNESCO la citadelle de Besançon, il met en place et préside le réseau des sites majeurs de Vauban, regroupant 14 sites fortifiés par le maréchal de Louis XIV, dont douze sont finalement inscrits en juillet 2008.
Il est aussi vice-président de l'Association des maires de grandes villes de France et de l'association Trans-Europe TGV Rhin-Rhône Méditerranée, et membre du Conseil national du développement durable depuis 2004. Au Parti socialiste, il était délégué national chargé de l'écologie urbaine et du développement local auprès du premier secrétaire du Parti socialiste François Hollande.
En mai 2011, il annonce dans une interview à L'Est républicain vouloir se présenter aux élections législatives de 2012 dans la deuxième circonscription du Doubs. Cette déclaration va à l'encontre du référendum effectué le 1er octobre 2009 auprès des militants du parti socialiste qui ont voté à plus de 70 % « l'impossibilité de cumuler, sans attendre le vote d'une loi et dès les prochains renouvellements un mandat de parlementaire avec une présidence d'exécutif local ou la participation à un exécutif ». Ce résultat est confirmé par une circulaire de Martine Aubry envoyée aux élus du Parti socialiste en juin 2011 indiquant « il est clair que leur candidature […] ne sera jugée recevable qu'à partir du moment où ils auront fait parvenir une lettre […] indiquant clairement qu'ils renonceront à leur mandat exécutif au plus tard en septembre 2012 ». Sa demande de candidature n'est pas acceptée par la direction du Parti socialiste malgré une forte pression de quelques amis proches, tous élus de Besançon. Néanmoins Jean-Louis Fousseret indique qu'il compte se présenter à un nouveau mandat de maire en 2014.
En juin 2011, il soutient François Hollande lors de la primaire du Parti socialiste pour l'élection présidentielle de 2012. Selon un député proche de François Hollande, celui-ci recommande à ses partisans de ne pas se mettre en conformité avec la direction de Martine Aubry concernant le non-cumul des mandats, promettant de « revenir là-dessus » en cas de victoire à la primaire.
Il annonce sa démission du Parti socialiste le 19 juin 2017. Ceci intervient après la défaite historique du parti aux élections législatives de 2017.
En juillet 2018, Christophe Castaner annonce la création de Tous politiques !, l'institut de formation de La République en marche, qui vise à « accompagner l'émergence d'une génération progressiste ». Jean-Louis Fousseret en est nommé président. Lors de son dernier mandat de maire, la ville prend un arrêté anti-mendicité, que plusieurs associations d’accueil et d’insertion des sans-abris entreprennent de contester en justice.
Après dix-neuf ans à la mairie, il ne se représente pas pour un quatrième mandat en 2020. La même année, il devient délégué départemental de Territoires de progrès dans le Doubs.
Le 1er octobre 2025, Jean-Louis Fousseret sera jugé par le tribunal correctionnel de Besançon pour détournement de fonds publics. Il lui est reproché d'avoir licencié sa collaboratrice, alors candidate aux élections municipales de 2020, pour lui permettre de toucher des indemnités de chômage. D'après le parquet, seule la démission était envisageable car il s'agissait d'un projet personnel,. Jean-Louis Fousseret plaide la bonne foi. 

## Mandats
Conseil municipal de Besançon
- 1983-1989 : Adjoint au maire Robert Schwint chargé de la vie des quartiers et de la vie associative ;
- 1989-1995 : Adjoint au maire chargé du tourisme et de la vie associative ;
- 1997-2001 : Conseiller municipal délégué ;
- 2001-2020 : Maire de Besançon.

Grand Besançon Métropole
- 2001-2020 : Président.

Conseil général du Doubs
- 1988 - 2001 : Conseiller général du canton de Besançon-Planoise.

Assemblée nationale
- 1997 - 2002 : Député de la 1re circonscription du Doubs (non réélu en 2002 face à l'UMP Claude Girard).